# Мішель Гуле
Мішель Гуле (фр. Michel Goulet; 21 квітня 1960, м. Перібонка, Канада) — канадський хокеїст, лівий нападник. Член Зали слави хокею (1998).
Виступав за «Квебек Ремпартс» (QMJHL), «Бірмінгем Буллс» (ВХА), «Квебек Нордікс», «Чикаго Блекгокс».
В чемпіонатах НХЛ — 1089 матчів (548+604), у турнірах Кубка Стенлі — 92 матчі (39+39).
У складі національної збірної Канади учасник чемпіонату світу 1983 (10 матчів, 1+8), учасник Кубка Канади 1984 і 1987 (16 матчів, 7+9). 
Досягнення
- Володар Кубка Канади (1984, 1987)
- Бронзовий призер чемпіонату світу (1983).